# 湯浅八郎記念館
湯浅八郎記念館（ゆあさはちろうきねんかん）は、東京都三鷹市大沢にある国際基督教大学の大学博物館である。
同大学の初代学長であった湯浅八郎の大学創設・育成に対する貢献を記念し、1982年6月に開館した。設計は東京都美術館などを手がけた前川國男。
大学に寄贈された湯浅博士による民芸品コレクション、および大学敷地内の遺跡から発掘された考古資料を中心に、その他美術品、歴史資料も含め、常設展示と年3回の企画展を行っている。また、企画展開催時には、関連テーマの公開講座も行われる。